# Stuart (Nebraska)
Stuart est un village du comté de Holt, dans l'État du Nebraska, aux États-Unis. En 2020, il comptait une population de 486 habitants.